# 地拉那區
地拉那區是阿爾巴尼亞的36个旧区之一，这些区份在2000年7月全部撤销，并由新成立的12个州份取代。该区面积为1,193平方公里，人口数量为523,150人（2001年）。该区位于阿尔巴尼亚中部，区府为地拉那市。该区的范围为现今地拉那州的地拉那、卡姆扎和沃拉三个市镇。

## 地理
地拉那區可以被粗分为三个地理区：从地拉那市南部开始向西北延伸到亚得里亚海的平原；这个平原西边和南边的丘陵地区；以及平原和丘陵区以东的山地。
地拉那附近的平原是从山里流出来的河流形成的冲积平原，这个平原以及地拉那市区是在共产主义被推翻后阿尔巴尼亚在转变期间变化最大的地区。地拉那发展为一座大城市，拥有许多新建筑。在市区的西北部形成了貧民窟，这里有许多从阿尔巴尼亚北部来的人定居。在1990年代里当地的人口增高了十倍。沿通往都拉斯的公路两边形成了许多服务业企业：可口可乐最初在这里设立了一个工厂，很快在其附近就有汽车公司、运输、批发商以及购物中心落足。在平原的东边通向北方的公路两边有许多建筑公司和建筑材料提供商落脚。地拉那机场位于平原的西北部属于地拉那區的境内，不过其机场大厦已经处于北部的克魯耶區内了。离这些重要交通动脉比较远的地方的平原地区依然是农业区。过去在机场以东曾经开采过石煤。
丘陵地区挡住了地拉那直接通往海滨和都拉斯的通路。地拉那以西的丘陵带最高点为海拔491米。向北它比较平坦，最后在地拉那西北约50千米处以一个海角的形式入海。在沃拉丘陵不到60米。铁路、高速公路、公路和高压线全部在这里通过。过去这里甚至有一条运河通过。在南部从山里来的埃尔岑河流过丘陵地区，形成了一个宽阔的河谷。再向南的丘陵高度不断增高（最高点达932米）。它是地拉那和爱尔巴桑之间的一道自然屏障，只有在最高峰附近有一条公路通过。
从平原向山区的过渡过程中北部比较迅速。比如一座1613米高的山峰离地拉那仅10千米远。这里有一座约3300公顷的自然公园。这条南北方向的山脉不断被从东向西流的河流形成的深谷切断。在地拉那區的北部有一座水库，这是地拉那最大的蓄水库。这座水库容量800万立方米，是1998年启用的。在这座山脉后面的山区非常偏僻。地拉那區的东界由另一道山脉组成，其最高峰海拔1848米，是地拉那區的最高点。它也是地拉那区与馬蒂區的边界。

## 历史

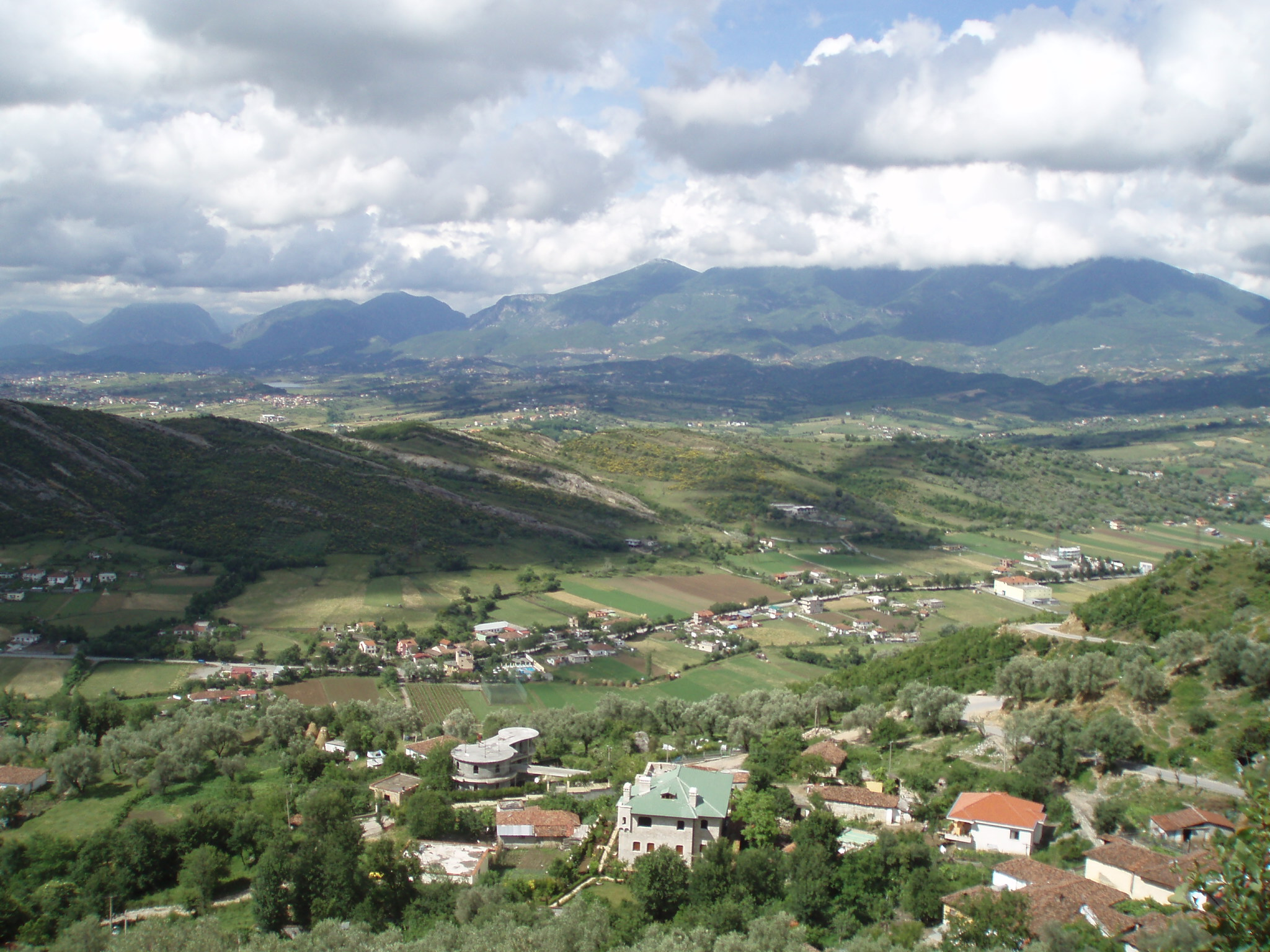
从彼得雷拉城堡向北望地拉那的方向

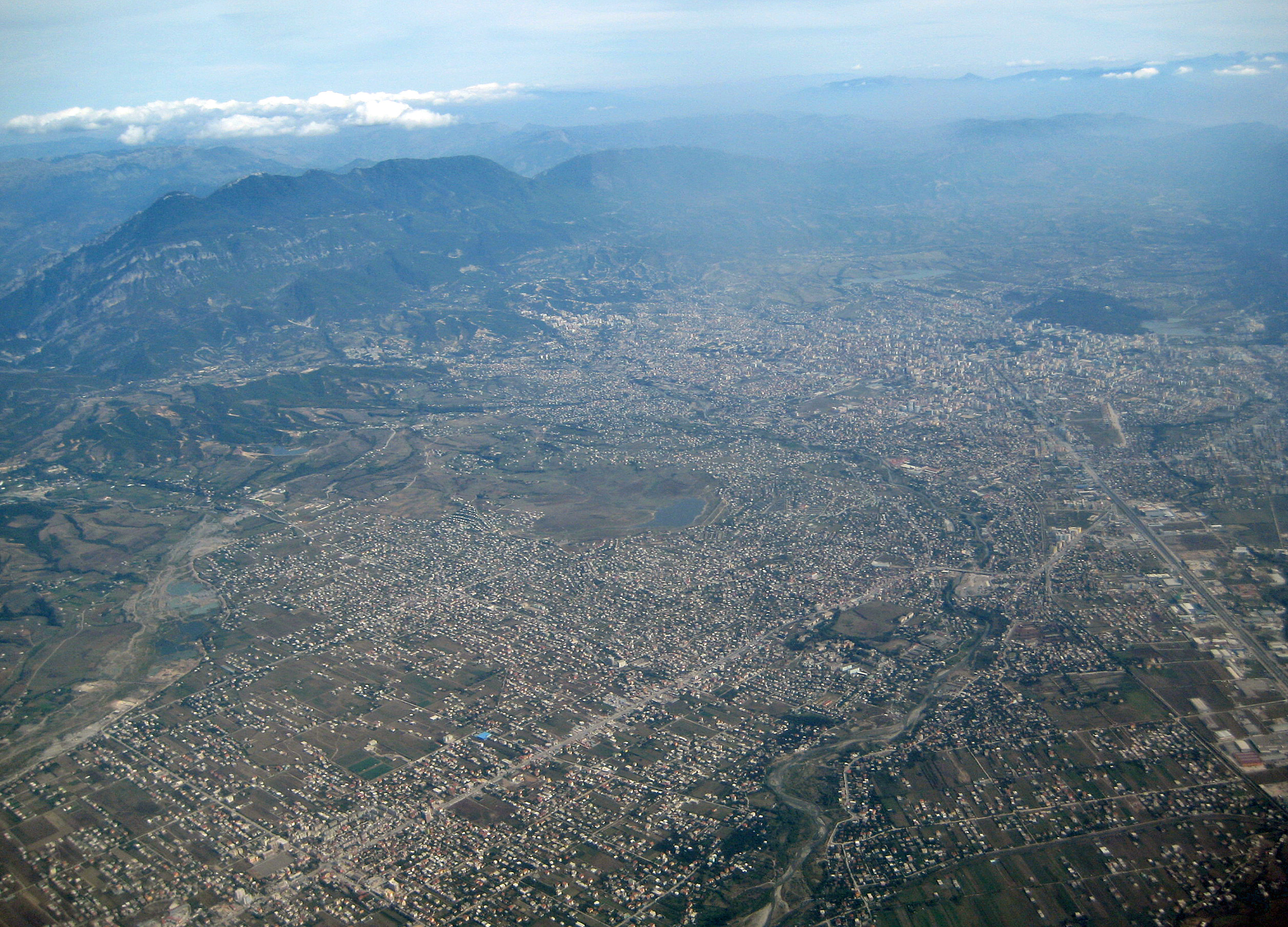
地拉那周边地区的空景（2008年）

虽然地拉那是1614年才建成的，但是这个地方有非常悠久的历史。最早的人类遗迹来自旧石器时代。在山地内的河谷和山洞里发现了许多这个和此后时代的文物。在一座位于地拉那西南约20千米的477米高的山丘上有一座铁器时代的城堡。它由一道300米长的石墙环绕。一座位于彼得雷拉附近的山上的城堡是伊利里亚人时代留下来的。今天仅一道30米长、六米高的石墙留下来了，但是在城堡内还发现了一座古墓。

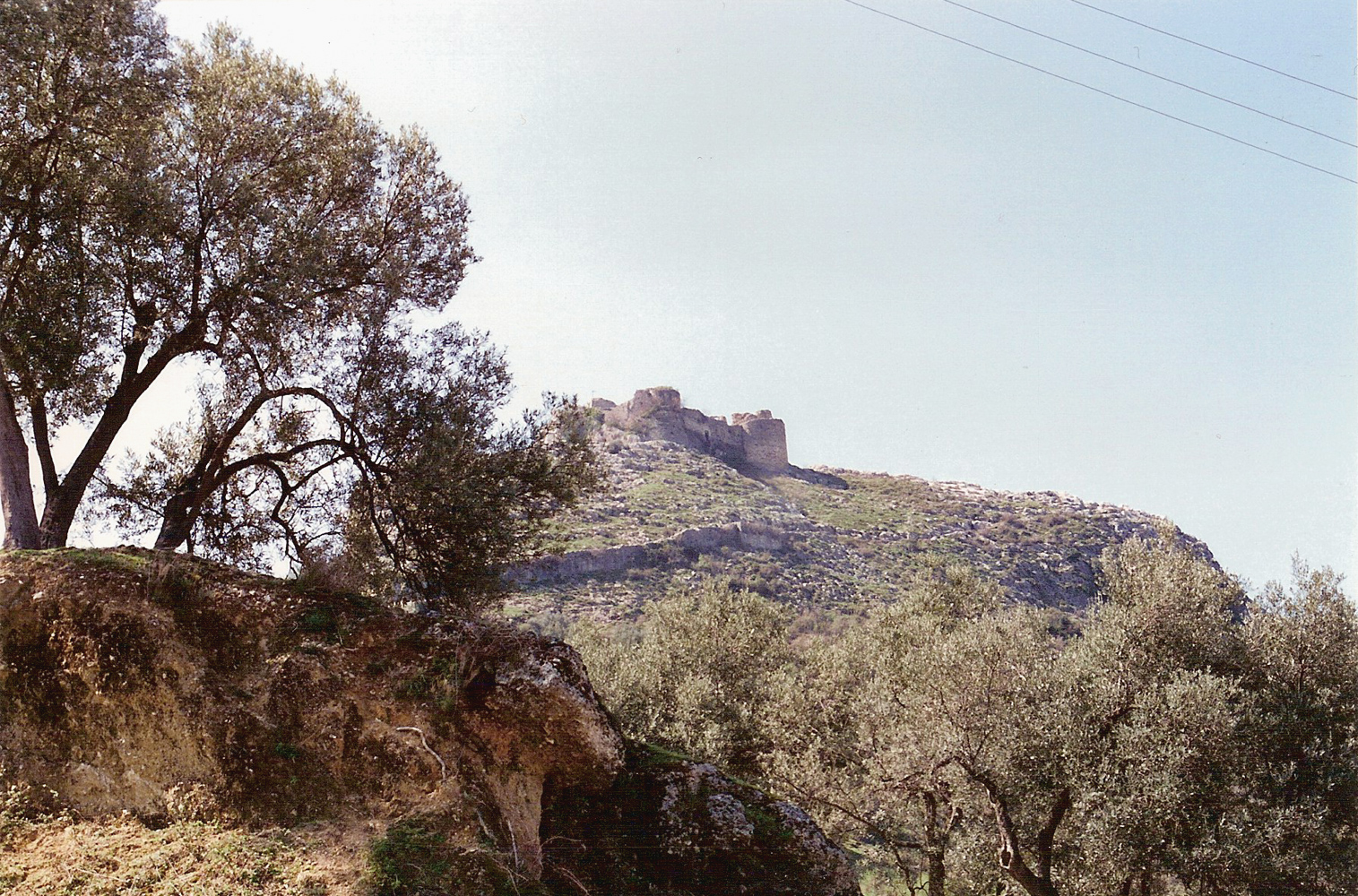
彼得雷拉城堡在建造酒店前的样子

古代晚期和中世纪时代这里建造了许多城堡。它们控制和保护经过这里的商路以及这个地区。地拉那是南北方向的道路与从亚得里亚海通往巴尔干半岛内部的道路交叉的地方。今天最著名和最容易观赏的是15世纪建造的彼德雷拉城堡，它是斯坎德培建造的防御系统的一部分。城堡位于村西的一座山头上，俯视整个埃尔岑谷。最早的城堡建筑可能是3世纪的时候就已经有了。9世纪中被扩大，许多阿尔巴尼亚中部的统治者用它作为基地。后来在城堡外又建造了围墙，进一步提高城堡的抵抗力。斯坎德培使用它作为自己的防御系统的一部分。在这个防御系统中警报可以从一个城堡传到下一个城堡。
6世纪时查士丁尼一世在今天地拉那的中心建立了一座城堡。这座城堡和其它城堡不一样的是它不是造在山上，而是造在平原上。在地拉那还发现了更早的一座基督教早期教堂内的嵌石画的遗迹。
1902年一个农民在地拉那區的西南在他的地里发现了一个古人埋藏的宝藏，其中包括九个金容器、30个银容器和一些衣饰。这些东西是8世纪时阿瓦尔人制造的，其中39件物品今天在大都會藝術博物館展出。
在第二次世界大战中抵抗组织经常在地拉那周围的丘陵和山区里碰头。1942年9月16日在地拉那西南的一个村庄里各个派别的抵抗组织决定组成一个跨党派的“国家解放运动”。1943年8月阿尔巴尼亚勞動党和民族党人在地拉那北部的村庄里达成协议合作并制定了抵抗组织的结构。
在1991年民主化後開始，地拉那都會區不少道路和公路網絡逐步完善化，便及外國遊客和市內與鄰近郊區的人民，阿爾巴尼亞政府也完全放寬昔日的所有駕駛限制，但隨之而來是交通擠塞問題嚴重起來，也是市政府的新考驗。

## 交通

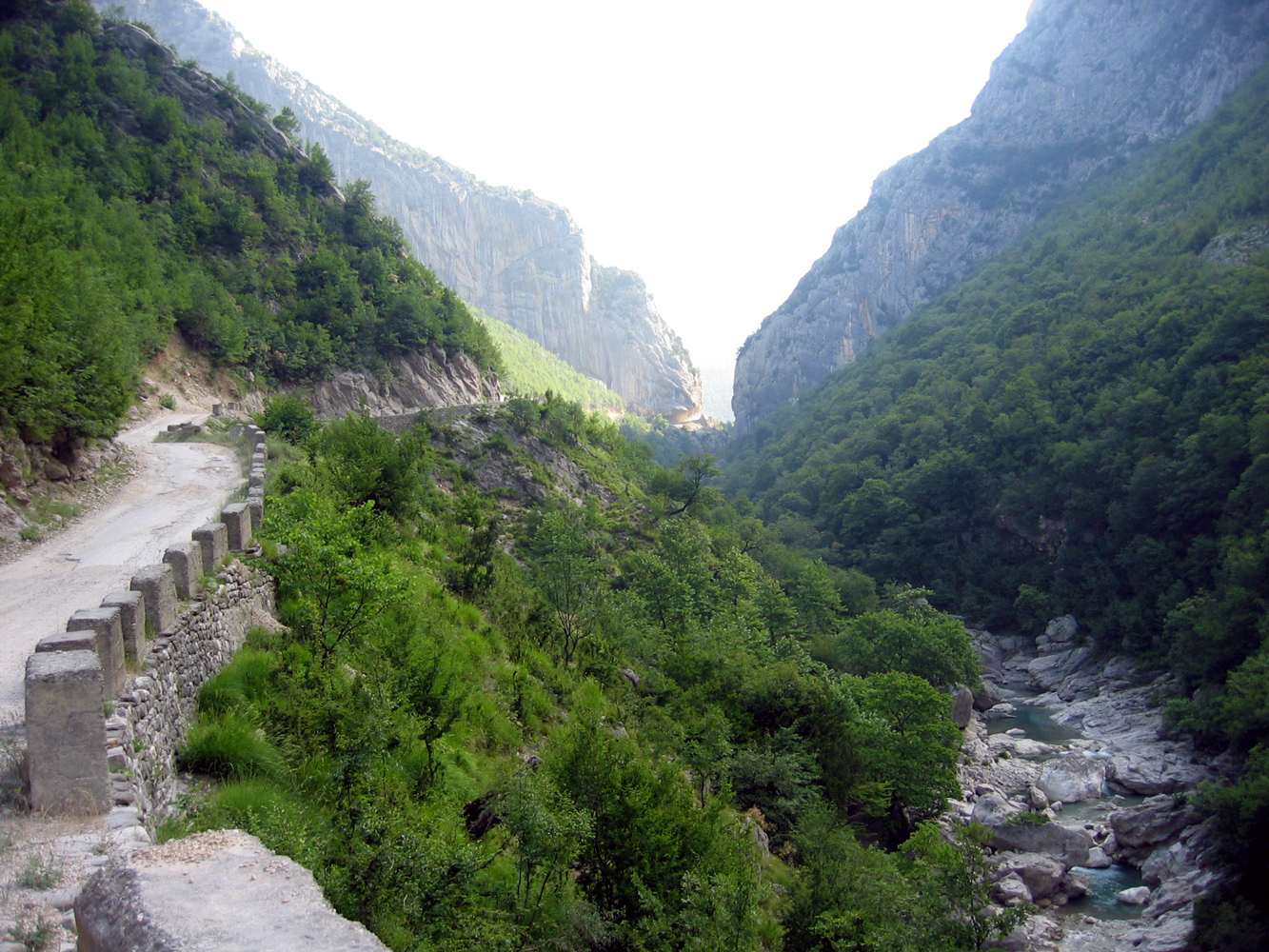
地拉那河的峡谷

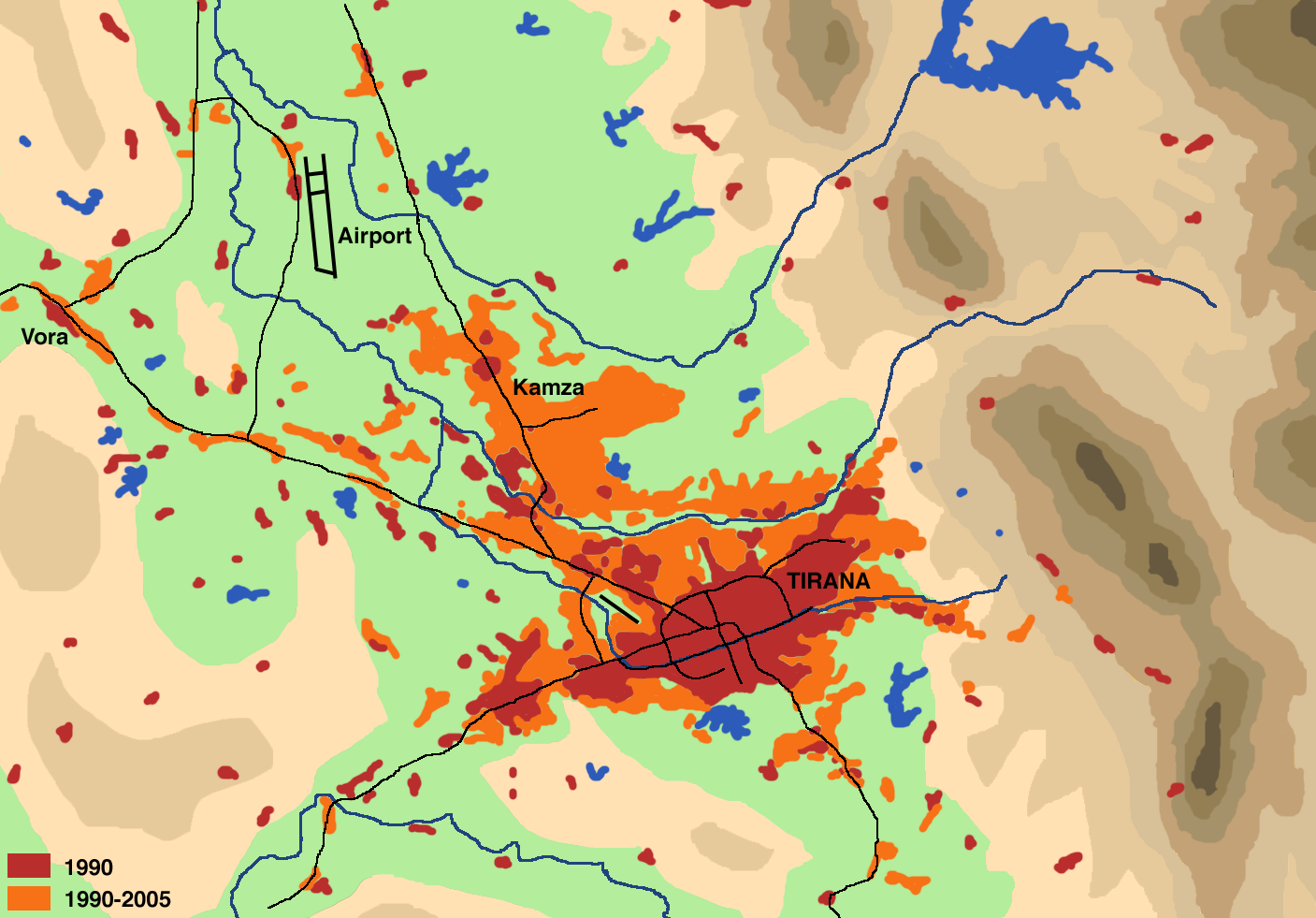
1990年和2005年地拉那地区的居民区范围

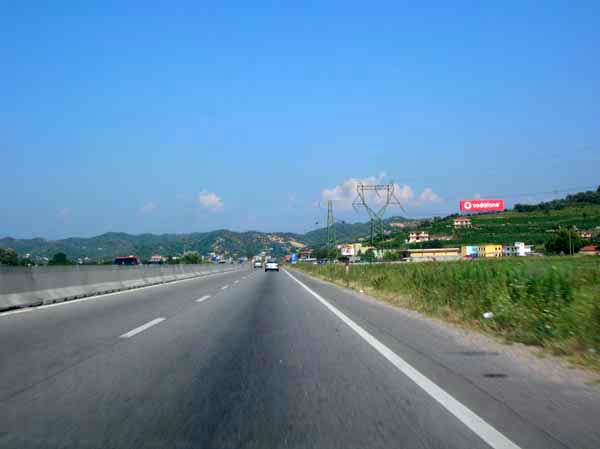
高速公路

地拉那本来是一个道路的交叉口，今天它自己成了一个中心。但是今天从这里出发的道路只有三个方向，向东的道路没有太大重要性，大多以當地居民及遊客使用，这些道路仅为当地提供运输，而且道路质量欠佳。向西、北和南方地拉那是一个公路和阿爾巴尼亞铁路交通枢纽。此外阿尔巴尼亚全國唯一的国际机场地拉那特蕾莎修女國際機場也坐落於这里。但是在这些轴线公路以外地拉那區的许多地方仍然非常偏僻，有些几乎没有公共交通工具可以到達地拉那以東地區。
从地拉那通往都拉斯的高速公路和铁路走向西北。沿着这条交通轴线在过去几年里有许多服务业和工业生产企业落脚。位于地拉那和都拉斯之间的沃拉是另一个交通枢纽，这里有通往飞机场合阿尔巴尼亚北部的分支和去往北部城市斯库台的铁路支线。
从地拉那也直接有重要公路通向北边、一条偏南通往都拉斯的公路以及通往爱尔巴桑的道路。地拉那區内的道路不断完善来满足不断增加的交通的需要。2006年从沃拉向北通往福舍克如杰的道路被重修。计划中打算修造一条通往爱尔巴桑的高速公路。这条高速公路计划位于今天的越山公路的西边。地拉那政府还打算修建再一条环城公路来减轻市中心的交通。机场的新大厦于2007年启用也获得了新的公路交通。由于目前机场的容量太小，因此扩建工程已经开始。只有向东的交通计划目前还没有任何实现的预算。
地拉那的汽车交通问题在2000年代初越来越严重，但最近數年地拉那市政府已作出相應的可行措施減少市內交通擠塞和空氣污染問題。至1991年为止阿尔巴尼亚还禁止拥有私人汽车，而现在市内上万汽车不停造成堵车。在狭窄的街道里汽车排出的废气污染也非常严重：而且阿尔巴尼亚许多汽车是老车，位于盆地内的地拉那无法把这些废气排出，以至很多煙霞天氣出現。目前计划修建一条通往机场的捷运鐵路来减缓交通问题。公共交通几乎全部是通过公共汽车完成的。